# شيلي ساندرز
شيلي ساندرز (بالإنجليزية: Shelly Sanders)‏ (17 يوليو 1964)؛ روائية كندية.